# Руйву, Катарина
Катари́на Ру́йву (порт. Catarina Ruivo; род. 1971, Коимбра) — португальский кинорежиссёр, сценарист и монтажёр.

## Биография
Окончила Высшую школу театра и кино в Лиссабоне по специальности монтажёра. Работала с Алберту Сейшасом Сантушем как сценарист и монтажёр. В 1998 году сняла свою первую короткометражную ленту, в 2004 году — первый полнометражный фильм. Оба были показаны на нескольких международных фестивалях, отмечены премиями.

## Фильмография
- 1998: Пиво зимой/ Uma Cerveja no Inverno (короткометражный)
- 2004: Андре Валенти/ André Valente (премия Дон Кихот на МКФ в Локарно, номинация на Золотого леопарда Локарнского МКФ, номинация на португальскую премию Золотой глобус как лучший фильм, премия критики и премия молодёжного жюри МКФ в Кванджу, премия за режиссуру и лучший фильм МКФ в Турине)
- 2007: В дальнейшем/ Daqui P’rá Frente (премия за лучший фильм на фестивале Пути португальского кино в Коимбре, премия зрительских симпатий на МКФ в Рио-де-Жанейро)
- 2012: В другой руке/ Em Segunda Mão (номинация на премию Авторского кино за лучший фильм и лучший сценарий, номинация на португальскую премию Золотой глобус как лучший фильм, номинация на премию за лучший фильм на фестивале Пути португальского кино в Коимбре)